# Língua uigur ocidental
Uigur Ocidental ({lang|ybe-Latn|yoɣïr lar}} (Fala Uigur) ou  yoɣïr śoz (palavra Yugur)) é a língua  torcomana falada pelo povo Uigures. É contrastada com a  Uigur oriental, o momgólica falado na mesma comunidade. Tradicionalmente, ambas as línguas são indicadas pelo termo "Uigur amarelo", do endônimo do Uigur.
Existem aproximadamente 4.600 Uigures de língua turca.

## Classificação
Além das semelhanças com as línguas uigúricas, o uigur ocidental também compartilha uma série de características, principalmente arcaísmos, com várias das línguas turcas siberianas], mas não está mais perto de nenhuma delas em especial. Nem o Uigur Ocidental nem o Oriental têwm Inteligibilidade mtua com a Língua uigur.
O Uigur Ocidental também contém arcaísmos que não são atestados nem no uigur moderno nem no siberiano, como seu sistema de contagem antecipada coincidindo com o antigo uigur, e seus verbos de ligação  dro , que se originou do antigo uigur, mas substitui os sufixos pessoais copulativos uigures.

## Distribuição geográfica
Os falantes do Yugur Ocidental residem principalmente na parte ocidental do Condado Autônomo de Sunan Yugur da província de Gansu.

## Fonologia
Uma característica especial no Yugur Ocidental é a ocorrência de pré-aspiração, correspondendo à chamada faringealização ou vogais abertas na Tuva e Tofa, e vogais curtas na língua iacuta e língua turcomena. Exemplos desse fenômeno incluem  / oʰtɯs / "trinta",  / jɑʰʂ / "bom" e  / iʰt / "carne".
O sistema harmonia Vogal, típico das línguas turcomanas entrou em colapso. Voz como uma característica distintiva em  plosivas se forem africadas foram substituídas por aspiradas como na língua chinesa.

## Vocabulário
O Uigur ocidental é a única língua turcomana que preservou o sistema de contagem antecipada da língua turcomana antiga.
Durante séculos, o idioma Uigur Ocidental esteve em contato com idiomas mongólicos,  Tibetano e chinês e, como resultado, adotou uma grande quantidade de empréstimo s dessas línguas, bem como características gramaticais. Os dialetos chineses vizinhos às áreas onde o Uigur é falado influenciaram a língua Uigur, dando-lhe palavras emprestadas..

## Escrita
A língua Uigur Ocidental usa a escrita Perso-Árabe

## Gramática
Os marcadores pessoais em substantivo s, bem como em verbos, foram amplamente perdidos. No sistema verbal, a noção de evidencialidade foi gramaticalizada, aparentemente sob a influência do tibetano.
Grigory Potanin registrou um glossário de língua salar, língua Uigur Ocidental e língua Uigur Oriental em seu livro eme língua russa de 1893  The Tangut-Tibetan Borderlands of China and Central Mongolia .

## História
O uigur moderno e o uigur ocidental pertencem a ramos inteiramente diferentes da família das línguas turcas, respectivamente as línguas carlucas faladas no Canato Caracânida (como a língua cacani descrita no Compêndio dos dialetos turcos de Mamude Alcasgari) e as línguas turcomanas siberianas, que incluem as antigas formas uigures.
Os Uigures são oriundos do Canato do Reino Uigur.

### Consoantes
O Uigur ocidental tem 28 sons Consoantes nativos e mais dois (indicados entre parênteses) encontradas apenas em palavras emprestadas.
|             |                | Labial | Alveolar | Retroflexa | Palatal | Velar | Uvular | Glotal |
| ----------- | -------------- | ------ | -------- | ---------- | ------- | ----- | ------ | ------ |
| Nasal       | Nasal          | m      | n        |            |         | ŋ     |        |        |
| Plosiva     | surda aspirada | pʰ     | tʰ       |            |         | kʰ    | qʰ     |        |
| Plosiva     | surda plana    | p      | t        |            |         | k     | q      |        |
| Africada    | surda aspirada | (t͡sʰ)  | ʈ͡ʂʰ      | t͡ɕʰ        |         |       |        |        |
| Africada    | surda plana    |        | t͡s       | ʈ͡ʂ         | t͡ɕ      |       |        |        |
| Fricativa   | surda          | (f)    | s        | ʂ          | ɕ       | x     |        | h      |
| Fricativa   | sonora         |        | z        | ʐ          |         | ɣ     |        |        |
| Vibrante    | Vibrante       |        | r        |            |         |       |        |        |
| Aproximante | Aproximante    |        | l        |            | j       | w     |        |        |

### Vogais
Uigur ocidental tem oito fonemas Vogais típicos de muitas línguas turcas, que são /i, y, ɯ, u, e, ø, o, ɑ/.

### Processos diacrônicos
Várias mudanças de som afetaram a fonologia do Yugur Ocidental ao evoluir de sua forma Turcomanaa comum original, sendo a mais prolífica:

#### Nas vogais
- Vogais fechadas foram delabializados em sílabas não iniciais: CT * tütün> * tütin> WYu  tuʰtïn  "fumar", CT * altun > * altïn> WYu aʰltïm  "ouro"
- CT * u foi reduzido para WYu  o  em algumas palavras, mais comumente em torno de velares e  r : CT * burun> WYu pʰorn  "antes, frente"
- Todos as Vogais fechadas foram mescladas - como Vogais frontais em contextos palatais, e como reverso caso contrário: CT * üčün> WYu  utɕin  "com, usando", CT * yïlan> WYu  yilan  "cobra"
  - Isso teve várias consequências:
  - # Fez a diferença alofônica turca comum entre * k e * q fonêmica.
  - # A classe harmônica Vogal de palavras resultantes foi determinada lexicamente em Uigur Ocidental.
  - # Os sufixos harmônicos Vogal anteriores com Vogais fechadas tornaram-se invariáveis: CT: * -Ki / * - Kï> WYu  -Kï  "sufixo de substantivo atributivo"
- Front Vogais * ä, * e, * ö foram elevados para * i, * ü exceto antes de * r, * l, * ŋ e (excluindo * ö) * g: CT * ärän> WYu  erin  "man ", CT * kȫk> WYu  kük , CT * -lar / * - lär> WYu -lar  /  - lir " sufixo plural "
- CT * ay é refletido como WYu  ey  ~  e  na sílaba inicial e como  i  caso contrário.
- Na sílaba inicial exclusivamente, os Vogais curtos adquirem pré-aspiração do Consoante seguinte, caso contrário, a distinção de comprimento é perdida.

#### Consoantes
- Como na maioria dos idiomas turcomanos, o * b inicial foi assimilado a * m em palavras contendo nasais.
- Plosivas e africadas iniciais, CT * b, * t, * k, * g, * č, são todas refletidas como sem voz com aspiração imprevisível: CT * temir> WYu  temïr , CT * bog→ WYu pʰoɣ-  "amarrar com uma corda"
- Labiais são fundidos em * w inter-vocalmente e após líquidos que mais tarde, em alguns casos, formam ditongos ou são eliminados: CT * yubaš> WYu  yüwaʂ  "calmo", CT * harpa> WYu  harwa  "cevada"
- Finalmente, e na maioria dos aglomerados de Consoante, * p é preservado e * excluído.
- As plosivas surdas dentais e velares são preservadas na maioria das posições, com a aspiração ocorrendo quase exclusivamente na posição inicial.
- CT * g é espirantizado em  ɣ  e CT * d em  z .
- Com algumas exceções, CT * š se desenvolve em  s : CT * tāš> WYu tas  "pedra"
- CT * z é preservado, exceto para dessonorização quando final em palavras polissilábicas: CT * otuz> WYu  oʰtïs  "trinta"
- CT * č geralmente se torna WYu  š  em codas de sílaba.
- CT * ñ se transforma em WYu  y ; o CT * y- inicial está principalmente preservado; CT * h- é aparentemente preservado em algumas palavras, mas não está claro até que ponto WYu h-  corresponde a esse.